# Léon Malisoux
Léon Malisoux (Sclayn, 13 november 1938) is een voormalig Belgisch lid van het Waals Parlement.

## Levensloop
Als ambtenaar op het ministerie van Financiën trad hij toe tot de PS-afdeling van Andenne. Van 1971 tot 1976 was hij gemeenteraadslid van Seilles en was er van 1972 tot 1976 schepen onder burgemeester Claude Eerdekens. Na de fusie met Andenne werd hij daar in oktober 1976 verkozen tot gemeenteraadslid en was er van 1983 tot januari 2000 eveneens schepen
Malisoux werkte eveneens als attaché op verschillende kabinetten van PS-ministers: achtereenvolgens Léon Hurez, Bernard Anselme, Philippe Moureaux, Guy Mathot, Philippe Busquin, Jean-Maurice Dehousse en Magda De Galan. Van 1995 tot 1999 zetelde hij namens het arrondissement Namen in het Waals Parlement en in het Parlement van de Franse Gemeenschap.